# Црна удика
Црна удика (лат. Viburnum lantana), припада фамилији Sambucacaeae. Природни ареал је Европа и западна Азија. Цвета од априла до јула.

## Опис биљке
Црна удика је листопадна, грмолика биљка са трновитим изданцима, висине 3-5 m. Кора је танких зидова, смеђа, док је коренов систем одлично развијен. Пупољци су бледожути, са длачицама и воском. Разлика између лисних и цветних пупољака је изражена. Цветни пупољци су много већи у односу на лисне, лоптасти, са љуспицама и налазе се на кратким дршкама у односу на лисне пупољке који немају слој са љуспицама. Листови су меснати, зашиљени на ободу. Лице и наличје листова се јасно разликује, лице је јасније зелене боје и садржи длачице у односу на наличје. Распоред листова је наспраман, док је дужина листова 8-15 цм, а ширина 7-8 цм. Цветови су груписани у цваст која се означава као гроња и врло су интензивног мириса, светло жућкасте боје. Тип плода је коштуница, овалног облика која мења боју током сазревања, од зелене преко црвене до црне. Сазревање је на крају јула. Плод није јестив. Семе је сиво, четвртасто.

## Расејавање и размножавање
Расејава се помоћу инсеката док се размножава семеном или вегетативним деловима биљке: кореном, стаблом, листом. Биљка је једнодома и двополна. Добро је адаптирана на различите климатске услове и сезонске промене.

## Станиште
Црна удика се може наћи на јужним падинама, добро осунчаним најчешће храстовим шумама, али се може срести и на високим планинама. Често се гаји као декоративна биљка.

## Угроженост
Не постоје подаци о угрожености ове врсте.

## Галерија
- Viburnum lantana
- Viburnum lantana
- Viburnum lantana
- Viburnum lantana
- Viburnum lantana
- Viburnum lantana, plod
- Viburnum lantana, plod